# Indian Open (Snooker)
Die Indian Open waren ein professionelles Snookerturnier mit Weltranglistenturnierstatus. Von 2013 bis 2019 waren sie fünfmal Bestandteil der Snooker Main Tour.

## Geschichte
Das Turnier wurde 2013 ins Leben gerufen. Es war das erste Weltranglistenturnier, das in Indien ausgetragen wurde.
Das Gesamtpreisgeld betrug bei der ersten Austragung in der Hauptstadt Neu-Delhi 300.000 Pfund und stieg bis 2019 auf 323.000 Pfund. Der Sieger bekam davon durchgängig 50.000 Pfund. Während die Preisgelder auf der Profitour vor allem durch die chinesischen Turniere immer weiter stiegen, blieben die Prämien bei den Indian Open weitgehend konstant. Sie waren eines der am niedrigsten dotierten Turniere der Main Tour.
In den fünf Austragungen des Turniers gab es fünf verschiedene Austragungsorte und fünf verschiedene Sieger. Bei allen Turnieren durften sechs vom indischen Verband ausgewählte einheimische Amateure teilnehmen. In den ersten drei Jahren spielten sie vor dem Hauptturnier in einer Wildcard-Runde gegen sechs Qualifikanten. Bei den letzten beiden Malen wurden sie direkt in die Qualifikation integriert, wobei ihre Spiele aufgeschoben wurden und nicht in England, sondern wiederum vor dem Hauptturnier in Indien stattfanden. Der Inder Aditya Mehta stand 2013 im Finale, das er gegen Ding Junhui verlor. Er war der einzige einheimische Spieler, der jemals über das Viertelfinale hinauskam. In den beiden letzten Ausgaben kam kein Inder in die zweite Hauptrunde. Außer dem Chinesen Ding gewann nur Spieler aus Großbritannien das Turnier. 2019 erzielte der Chinese Zhou Yuelong das einzige Maximum Break der Turniergeschichte.
Das Turnier musste immer wieder um den Fortbestand und einen geeigneten Veranstaltungsort kämpfen. Der ursprüngliche Vertrag wurde über drei Veranstaltungen geschlossen. Im zweiten Jahr war die zweitgrößte indische Stadt Mumbai Austragungsort, der Termin wurde aber von der ersten in die zweite Saisonhälfte verschoben. In der Saison 2015/16 fiel das geplante Turnier aus und wurde auf die folgende Saison verschoben. Trotzdem wurde das Turnier auch darüber hinaus fortgesetzt. In der Saison 2018/19 musste nach Überschwemmungen an der Südwestküste die Veranstaltung vom September ins folgende Frühjahr verschoben werden. Im Jahr darauf scheiterte erneut die Suche nach einem Veranstaltungsort und zum zweiten Mal fiel das angekündigte Turnier ganz aus. Danach setzte die COVID-19-Pandemie ein und Reisebeschränkungen verhinderten Turniere in Asien. Als sie wieder aufgehoben waren, wurden die Indian Open nicht mehr wiederbelebt.

## Sieger
| Jahr                                   | Austragungsort                              | Sieger                                 | Ergebnis                               | Finalist                               | Hauptsponsor                           | Saison                                 |
| Indian Open – Ranglistenturnier-Status | Indian Open – Ranglistenturnier-Status      | Indian Open – Ranglistenturnier-Status | Indian Open – Ranglistenturnier-Status | Indian Open – Ranglistenturnier-Status | Indian Open – Ranglistenturnier-Status | Indian Open – Ranglistenturnier-Status |
| -------------------------------------- | ------------------------------------------- | -------------------------------------- | -------------------------------------- | -------------------------------------- | -------------------------------------- | -------------------------------------- |
| 2013                                   | Neu-Delhi – Le Meridien Hotel               | Ding Junhui                            | 5:0                                    | Aditya Mehta                           | –                                      | 2013/14                                |
| 2015                                   | Mumbai – Grand Hyatt                        | Michael White                          | 5:0                                    | Ricky Walden                           | –                                      | 2014/15                                |
| 2016                                   | Hyderabad – International Convention Centre | Anthony McGill                         | 5:2                                    | Kyren Wilson                           | –                                      | 2016/17                                |
| 2017                                   | Visakhapatnam – Novotel Varun Beach         | John Higgins                           | 5:1                                    | Anthony McGill                         | –                                      | 2017/18                                |
| 2019 1                                 | Kochi – Grand Hyatt Hotel                   | Matthew Selt                           | 5:3                                    | Lü Haotian                             | –                                      | 2018/19                                |